# Michu
Miguel Pérez Cuesta, mais conhecido como Michu (Oviedo, 21 de março de 1986) é um ex-futebolista espanhol que atuava como atacante.
Ele começou a jogar para Oviedo, posteriormente representando Celta e Rayo Vallecano, fazendo sua La Liga estréia com este último em 2011-12.
Miguel Michu foi artilheiro do Swansea City na Premier League de 2012–13 com 17 gols em 35 partidas. ficando em quarto lugar na artilharia do campeonato.
Em 2015, se juntou ao Langreo, equipe da Tercera División espanhola treinada por seu irmão Hernán Pérez.

## Carreira

### Real Oviedo e Celta de Vigo
Michu nasceu em Oviedo, Astúrias e começou sua carreira com o clube Real Oviedo nas ligas inferiores como um jovem e foi um jogador regular da equipe primeira entre 2003 e 2007. No final da temporada 2006-07 ele se mudou para Celta de Vigo B na Segunda División B. Ele recebeu uma proposta para jogar no Celta de Vigo, terminando a temporada entre os titulares. Em suas duas últimas temporadas marcou 12 gols.
Em 8 de junho de 2011, depois de ajudar o clube a chegar na 6º posição na temporada regular, Michu marcou único gol do jogo na primeira mão dos play-offs de promoção contra o Granada CF, em casa, na segunda partida, no entanto, ele perdeu sua tentativa na disputa de pênaltis e que sua equipe perdeu por 5 a 4.

### Rayo Vallecano
Em 27 de julho de 2011, depois de seu contrato com o Celta expirar, Michu assinou um contrato de dois anos com o Rayo Vallecano, recém-promovido para a primeira divisão. Ele fez sua estréia na competição em 28 de agosto, em um empate por 1 a 1 contra o Athletic Bilbao fora de casa.
Em sua primeira temporada Michu foi um dos artilheiros do campeonato nacionais, recebendo o prêmio como o melhor em campo contra o Real Sociedad em uma vitória por 4 a 0. Marcou também contra o Racing Santander vencendo o jogo por 4 a 2 em casa, e Osasuna vencendo por 6 a 0 também em casa.

### Swansea City
Em 20 de julho de 2012, Michu assinou um contrato de três anos com o Swansea City, por uma taxa de R$ 2 milhões. Recebeu a camisa 9 e surpreendeu nos primeiros meses no clube como um dos artilheiros da Premier League na temporada 2012-2013.
Em sua estréia na Premier League em 18 de agosto, Michu marcou duas vezes e deu a assistência para Scott Sinclair em uma vitória por 5 a 0 fora de casa contra o Queens Park Rangers.
Michu marcou mais um gol contra o West Ham United em 25 de agosto, na vitória em casa por 3 a 0. Ele marcou denovo em 1 de dezembro, contra o Arsenal no Emirates Stadium em uma vitória por 2 a 0 levando Swansea para 7º lugar.
Em 6 de janeiro de 2013, Michu marcou seu primeiro gol na FA Cup, saindo do banco em um empate em casa contra o Arsenal em 2 a 2. Seguiu com este desempenho contra o Chelsea em uma vitória por 2 a 0 nas semi-finais. Em 23 de janeiro de 2013, Michu renovou com o Swansea por mais 4 anos. Fez um gol na vitória e conquista do título da Copa da Liga Inglesa sobre o Bradford.

### Napoli
Michu foi emprestado ao Napoli no dia 11 de julho de 2014 por uma temporada com o clube italiano tendo opção de compra ao final do empréstimo.

### Langreo
Michu estava sem jogar há um ano por conta de uma lesão no joelho, e há vários meses treinava no CT do Langreo, pois o Swansea já não tinha mais intenções de usá-lo futuramente. Em 9 de novembro de 2015, o jogador rescindiu o contrato com o clube inglês, o que assegurou sua transferência ao Langreo.

## Seleção nacional
Em 22 de dezembro de 2012, por suas performances no Swansea, Vicente del Bosque convocou Michu para a Seleção Espanhola, para uma pré-lista pela primeira vez em um amistoso com o Uruguai, em 6 de fevereiro de 2013. Mas não entrou na lista final.

## Estatísticas
Até 12 de junho de 2013
| Clubes            | Clubes            | Clubes             | Liga           | Liga           | Copa         | Copa         | Outro       | Outro       | Continental | Continental | Total | Total |
| Ano               | Clube             | Liga               | Jogos          | Gols           | Jogos        | Gols         | Jogos       | Gols        | Jogos       | Gols        | Jogos | Gols  |
| Espanha           | Espanha           | Espanha            | La Liga        | La Liga        | Copa del Rey | Copa del Rey | Supercopa   | Supercopa   | UEFA        | UEFA        | Total | Total |
| ----------------- | ----------------- | ------------------ | -------------- | -------------- | ------------ | ------------ | ----------- | ----------- | ----------- | ----------- | ----- | ----- |
| 2003–04           | Real Oviedo       | Tercera División   | 19             | 3              | 0            | 0            | —           | —           | —           | —           | 19    | 3     |
| 2004–05           | Real Oviedo       | Tercera División   | 19             | 4              | 0            | 0            | —           | —           | —           | —           | 19    | 4     |
| 2005–06           | Real Oviedo       | Segunda División B | 31             | 3              | 3            | 0            | —           | —           | —           | —           | 34    | 3     |
| 2006–07           | Real Oviedo       | Segunda División B | 31             | 3              | 0            | 0            | —           | —           | —           | —           | 31    | 3     |
| 2007–08           | Celta de Vigo B   | Segunda División B | 28             | 10             | —            | —            | —           | —           | —           | —           | 28    | 10    |
| 2007–08           | Celta             | Segunda División   | 14             | 1              | 0            | 0            | —           | —           | —           | —           | 14    | 1     |
| 2008–09           | Celta             | Segunda División   | 26             | 1              | 2            | 0            | —           | —           | —           | —           | 28    | 1     |
| 2009–10           | Celta             | Segunda División   | 30             | 6              | 6            | 2            | —           | —           | —           | —           | 36    | 8     |
| 2010–11           | Celta             | Segunda División   | 33             | 7              | 1            | 0            | —           | —           | —           | —           | 34    | 7     |
| 2011–12           | Rayo Vallecano    | La Liga            | 37             | 15             | 2            | 2            | —           | —           | —           | —           | 39    | 17    |
| Inglaterra        | Inglaterra        | Inglaterra         | Premier League | Premier League | FA Cup       | FA Cup       | Carling Cup | Carling Cup | UEFA        | UEFA        | Total | Total |
| 2012–13           | Swansea City      | Premier League     | 34             | 18             | 2            | 1            | 6           | 3           | —           | —           | 42    | 22    |
| Total na carreira | Total na carreira | Total na carreira  | 302            | 71             | 16           | 5            | 6           | 3           | —           | —           | 324   | 79    |

## Títulos
Swansea City
- Copa da Liga Inglesa: 2012-13

Napoli
- Supercopa da Itália: 2014